# Beldeğirmen, Bozkurt
Beldeğirmen là một xã thuộc huyện Bozkurt, tỉnh Kastamonu, Thổ Nhĩ Kỳ. Dân số thời điểm năm 2008 là 71 người.